# 溥植
奉恩鎮國公溥植（1882年7月4日—1936年5月23日），奉恩將軍載鶴第一子，母妻佟佳氏，其父為佟玉賚，履親王系第八代。
光緒八年五月（1882年）生，光緒十一年四月（1885年）接替堂侄成為履親王第八代，但因履親王並非世襲罔替的爵位，因此其封爵只是奉恩鎮國公。
民国二十五年（1936年）四月去世，虛齡五十六岁。